# Hellmuth Karasek
Hellmuth Karasek (Brno, 4 gennaio 1934 – Amburgo, 29 settembre 2015) è stato un giornalista, critico letterario e romanziere tedesco.

## Biografia
Karasek è nato nella capitale della Moravia, Brno (in tedesco: Brünn), che allora faceva parte della Cecoslovacchia (l'attuale Repubblica Ceca). Karasek ha frequentato il National Politische Erziehungsanstalten di Loben. Nel 1944, quando aveva dieci anni, la sua famiglia fuggì da Bielitz (oggi Bielsko in Polonia) nella vicina regione tedesca della Slesia a Bernburg in Sassonia-Anhalt.. Dopo aver terminato gli studi all'inizio degli anni '50 si trasferì da lì, allora parte della Germania Est, in Germania Ovest e divenne studente presso l'Università di Tubinga, dove studiò storia, lingua e letteratura tedesca e inglese.
Dopo la laurea, Karasek iniziò a lavorare come giornalista e nel 1968 divenne critico teatrale del settimanale Die Zeit. Dal 1974 al 1996 ha scritto per la rivista Der Spiegel, dove ha lavorato come capo redattore del feuilleton. Dopo il suo ritiro da Der Spiegel ha scritto un romanzo chiamato Das Magazin in cui ha criticato Der Spiegel. Negli anni successivi ha anche lavorato per giornali come Die Welt, Bild, Berliner Morgenpost e Der Tagesspiegel. Ha anche scritto più di 20 libri sulla sua vita o letteratura e film, comprese monografie su Max Frisch, Bertolt Brecht e il suo caro amico Billy Wilder. Altri progetti includevano tre spettacoli con lo pseudonimo Daniel Doppler e una traduzione di The Lady in the Lake di Raymond Chandler. Nel 1999 è stato membro della giuria del 49º Festival Internazionale del Cinema di Berlino.
Karasek era meglio conosciuto come uno dei membri permanenti della rassegna televisiva di letteratura Das Literarische Quartett, insieme al critico letterario Marcel Reich-Ranicki, tra il 1988 e il 2001. Inoltre è apparso spesso in altri programmi televisivi tedeschi, ad esempio in programmi a quiz come Die 5-Millionen-SKL-Show.

## Opere
- Das sogenannte „schmückende“ Beiwort. Beiträge zu einer neuhochdeutschen Poetik, Diss. Tübingen, 1958
- Carl Sternheim, Friedrich (Dramatiker des Welttheaters 4), Velber bei Hannover, 1965
- Max Frisch, Friedrich (Dramatiker des Welttheaters 17), Velber bei Hannover, 1966
- Deutschland deine Dichter. Die Federhalter der Nation, Hoffmann und Campe, Hambourg, 1970
- Bertolt Brecht. Der jüngste Fall eines Theaterklassikers, Kindler, Münich, 1978
- Karaseks Kulturkritik. Literatur, Film, Theater, Rasch und Röhring, Hambourg 1988
- Billy Wilder. Eine Nahaufnahme, Hoffmann und Campe, Hambourg 1992; actualisé et augmenté, Neuauflage, Hambourg, 2006, ISBN 3-455-09553-4
- Mein Kino. Die 100 schönsten Filme, Hoffmann und Campe, Hambourg 1994, ISBN 3-455-08564-4
- Go West! Eine Biographie der fünfziger Jahre, Hoffmann und Campe, Hambourg 1996, ISBN 3-455-08563-6
- Hand in Handy, Hoffmann und Campe, Hambourg 1997
- Das Magazin, roman, Rowohlt, Reinbek, 1998
- Mit Kanonen auf Spatzen. Geschichten zum Beginn der Woche, Kiepenheuer und Witsch (KiWi 568), Cologne, 2000, ISBN 3-462-02904-5
- Betrug, roman, Ullstein, Berlin, 2001, ISBN 3-89834-025-2
- Karambolagen. Begegnungen mit Zeitgenossen, Ullstein, Berlin, 2002; livre de poche, Berlin, 2004, ISBN 3-548-36494-2
- Freuds Couch & Hempels Sofa. Das Buch der Vergleiche, Kiepenheuer und Witsch (KiWi 850), Cologne, 2004, ISBN 3-462-03433-2
- Auf der Flucht. Erinnerungen, Ullstein, Berlin 2004; livre de poche, Berlin, 2006, ISBN 3-548-36817-4
- Süßer Vogel Jugend oder Der Abend wirft längere Schatten, Hoffmann und Campe, Hambourg, 2006, ISBN 3-455-40016-7
- Vom Küssen der Kröten und andere Zwischenfälle, Hoffmann und Campe, Hambourg, 2008, ISBN 3-455-40107-4
- Ihr tausendfaches Weh und Ach, Hoffmann und Campe, Hambourg, 2009, ISBN 978-3455-40193-6
- Im Paradies gibt's keine roten Ampeln, Hoffmann und Campe, Hambourg, 2011, ISBN 978-3-455-50205-3
- Soll das ein Witz sein? Humor ist, wenn man trotzdem lacht., Quadriga, Berlin, 2011, ISBN 978-3-86995-015-0.